# Xã Rochester, Quận Lorain, Ohio
Xã Rochester (tiếng Anh: Rochester Township) là một xã thuộc quận Lorain, tiểu bang Ohio, Hoa Kỳ. Năm 2010, dân số của xã này là 799 người.